# San Felipe, Baja California
San Felipe är en ort i Mexiko.   Den ligger i kommunen Mexicali och delstaten Baja California, i den nordvästra delen av landet, 2 000 km nordväst om huvudstaden Mexico City. San Felipe ligger 15 meter över havet och antalet invånare är 15 386.
Terrängen runt San Felipe är kuperad västerut. Havet är nära San Felipe österut. Runt San Felipe är det ganska tätbefolkat, med 58 invånare per kvadratkilometer. San Felipe är det största samhället i trakten.